# Евфимия Зембицкая
Евфимия Зембицкая (пол. Eufemia ziębicka; около 1385 — 17 ноября 1447) — княгиня Зембицкая (1435—1443).

## Биография
Старшая дочь князя Болеслава III Зембицкого (1344/1348 — 1410) из зембицкой линии Силезских Пястов и Евфимии Бытомской (1350/1352 — 1411).
В 1397 году Евфимия стала второй женой Фридриха III, графа Эттинген в Баварии. У них было девять детей, пять сыновей и четыре дочери. Возможно, под ее влиянием был сделан немецкий перевод «Жития Святой Ядвиги Силезской» с богатыми красками и иллюстрациями, который сохранился в графской библиотеке Эттингена. После смерти мужа 23 января 1423 года Евфимия вернулась в Зембице.
После смерти ее брата Яна в 1428 году Зембицкое княжество было включено в состав Чешского королевства, а год спустя (в 1429 году) передано в залог чешскому магнату Путу III из Частоловиц, старосте Клодзко. Вскоре после этого Евфимия передала королю Сигизмунду 4000 гульденов и еще за 100 гульденов выкупила права на Зембицкое княжество матери Путы III Анны Освенцимской и его старших дочерей Анны и Катарины. В 1434 году умер Пута III из Частоловиц, и 11 ноября 1435 года Евфимия была официально объявлена княгиней Зембицкой.
Такое решение сословий Зембицкого княжества разделяли не все. Николай, аббат цистерцианского монастыря в городе Хенрикуве, родовой усыпальницы зембицких князей, был категорически против княжения Ефимии; подозревали, что он был гусит. В отместку княгиня Ефимия в 1438 году приказала своему стороннику Сигизмунду из Рахенау разграбить и сжечь монастырь в Хенрикуве.
Не был урегулирован и спор о правах на Зембицкое княжество с вдовой Путы III Анной из Кольдиц и ее вторым мужем Гинеком Крушиной из Лихтенбурка. В 1440 году Анна из Кольдиц вышла замуж за Гинека из Лихтенбурка и передала ему свои права на Зембицкое княжество. Гинек пытался завоевать Зембице силой, но городские сословия дали ему отпор. Только в 1443 году сторонам удалось достинуть компромисса: Зембицкое княжество было передано князю Вилему Опавскому, племяннику Евфимии (сын ее покойной младшей сестры Катарины) и зятю Путы III из Частоловиц (муж его младшей дочери Саломеи).
Потеряв права на княжество, Евфимия вернулась в Германию и умерла там четыре года спустя.